# Cryptolestes calabozus
Cryptolestes calabozus là một loài bọ cánh cứng trong họ Laemophloeidae. Loài này được Thomas miêu tả khoa học năm 1988.